# 4545 Прімолеві
4545 Прімолеві (4545 Primolevi, 1989 SB11, 1952 BG2, 1969 EE2, 1978 SV5, 1978 UN3, 1980 EP) — астероїд головного поясу, відкритий 28 вересня 1989 року.
Тіссеранів параметр щодо Юпітера — 3,194.